# Artéria radial
A artéria radial é um dos ramos terminais da artéria braquial (além da artéria ulnar), tendo origem na fossa cubital. Em seu trajeto, emite a artéria recorrente radial e vários ramos para a mão. Também forma o arco palmar profundo, através de uma anastomose com o ramo profundo da artéria ulnar.
É superficial na parte distal do antebraço, lateralmente ao tendão do músculo flexor radial do carpo, o qual serve de referência para ela. Suas pulsações podem nessa região serem percebidas facilmente.
A artéria radial às vezes pode estar ausente, ter origem no braço e até mesmo na artéria axilar. Em alguns casos a artéria radial se apresenta superficial em todo antebraço.